# Starje
Starje – wieś położona w południowo-wschodniej części Albanii w gminie Qendër Ersekë. Wieś znajduje się 132 kilometrów od stolicy państwa, Tirany.

## Ludzie urodzeni w Starje
- Xhafer Ypi, albański polityk
- Hasan Zyko Kamberi, albański poeta
- Shahin Kolonja, albański i osmański nauczyciel, dziennikarz i polityk